# Zenélő kút (Prága)

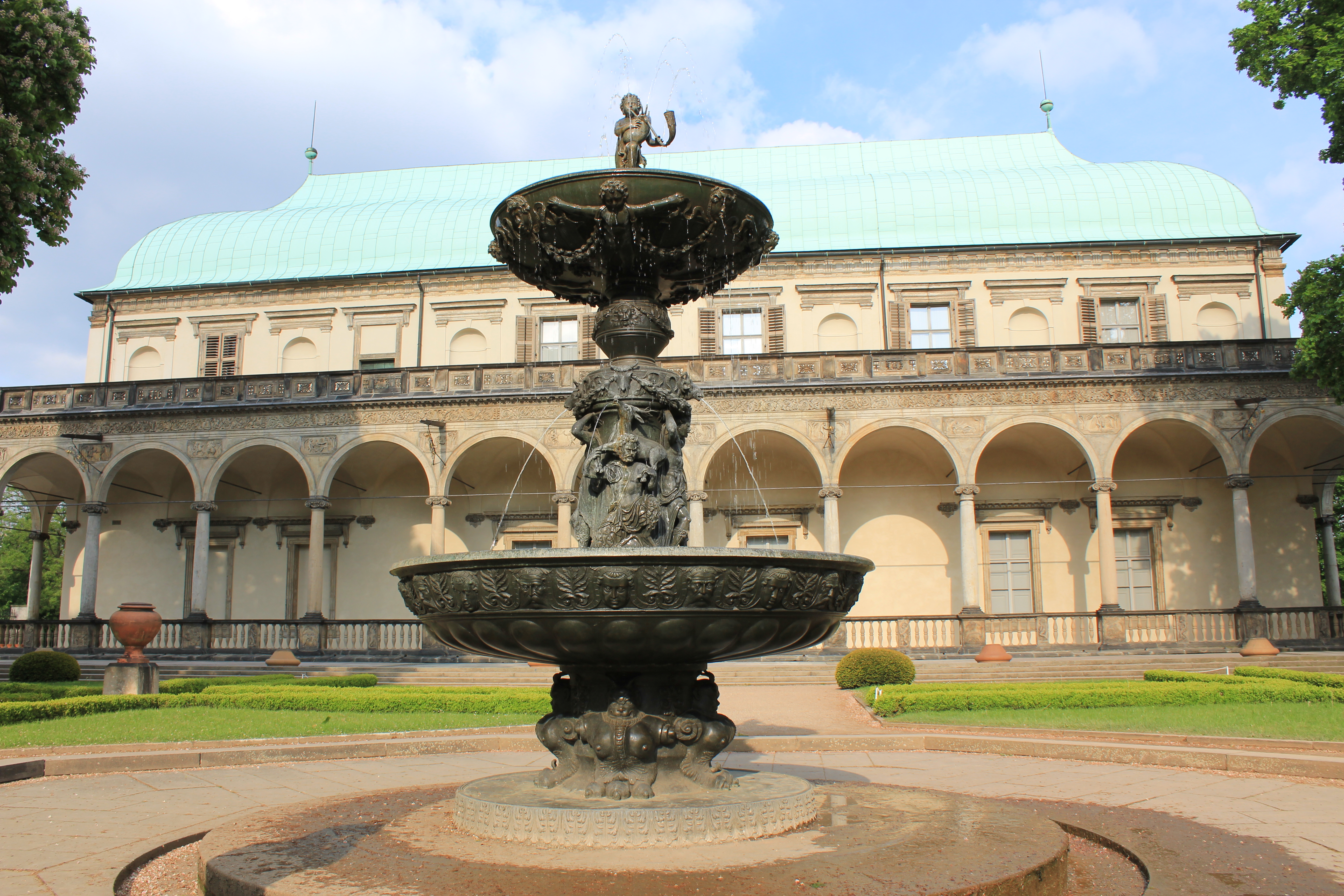
A kút és mögötte a Belvedere palota

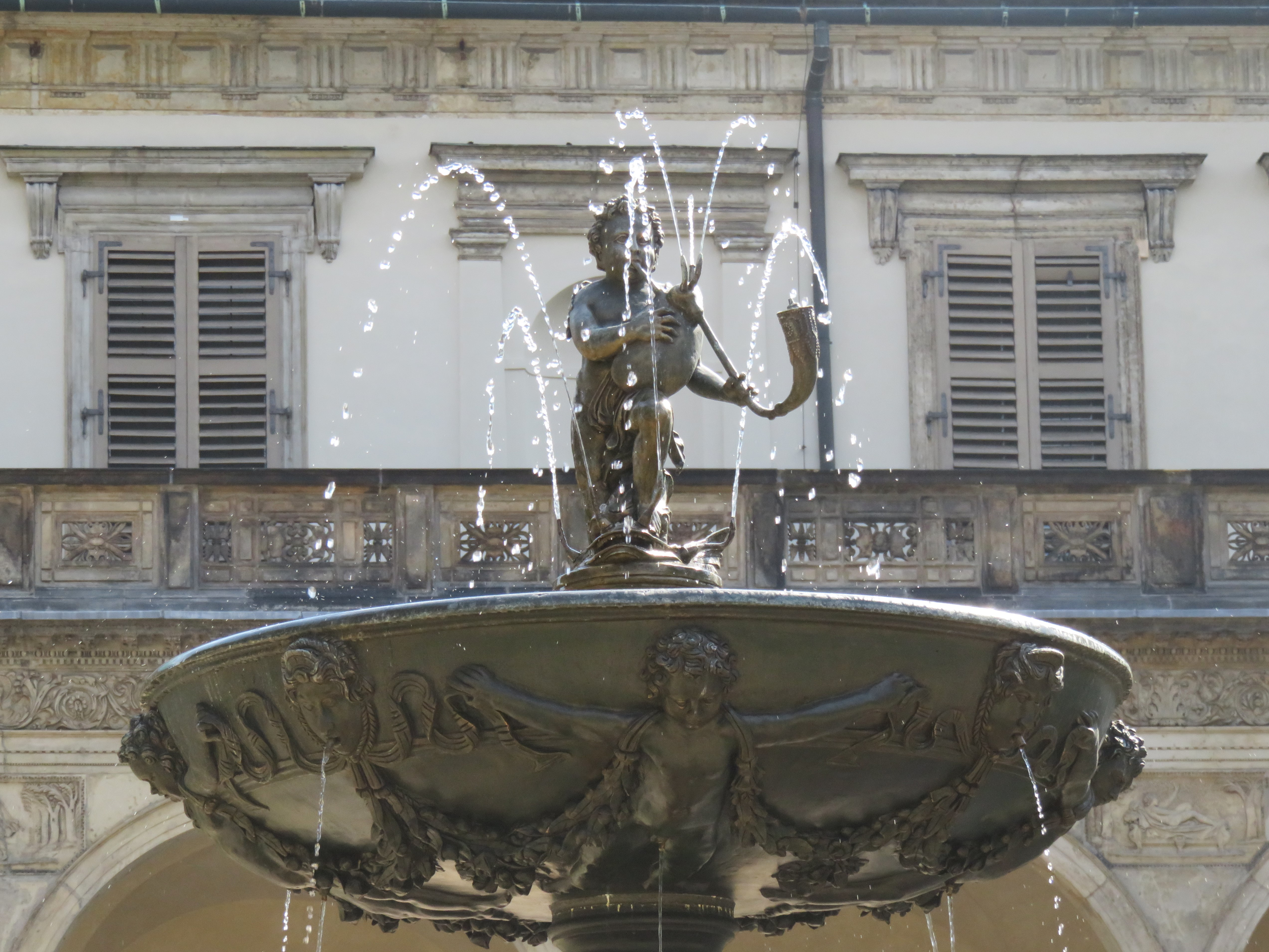
A dudás

A Zenélő kút (Zpívající fontána), a prágai vártól északra elterülő Királyi kertek leghíresebb építménye. A Anna királyné nyári palotája előtt álló kutat Európa egyik legszebb reneszánsz díszkútjának tartják.

## Története
Megépítését I. Ferdinánd rendelte meg 1562-ben. Fém felépítményét Francesco Terzio tervezte; a munkadarabot Hanuš Peysser faragta ki fából. (Brnói) Tomáš Jarošnak abban, a Mihulka-toronyban berendezett műhelyében öntötték, ahol a Szent Vitus-székesegyház nagyharangja, a Zsigmond-harang is készült. Az 1564-ben kezdett munka nagyon elhúzódott egyrészt az anyag- és pénzhiány, másrészt Ferdinánd császár halála (1564. július 25.) miatt. Jaroš 1568-ig dolgozott a megrendelésen, ekkor azonban átköltöztette műhelyét Kassára anélkül, hogy a kutat befejezte volna. Ezért a felépítmény tetején álló dudás a kút egyetlen olyan eleme, ami nem eredeti (Terzio terve szerint készült), hanem egy másutt álló kútszobor másolata. Ennek eredetijét Vavřinec Křička z Bítyšky faragta, és Wolf Hofprugger műhelyében öntötték. Jaroš halála (1571) után Hofprugger lett a császári öntőmester, és ő készítette el a felépítményből még hiányzó kisebb darabokat.
A fém felépítményt csak 1573-ban állították végleges helyére, és a vizet mintegy tíz év munka után, 1574-ben kötötték be. A leendő kút helye köré már az 1560-as években elültették Közép-Európa első tulipánjait.

## A kút
A kút fém felépítményének tömege 5121 kg. Kétféle bronzból készült; átlagosan mintegy 94 % rezet és 6 % ónt tartalmaz. Az (alsó) medencét négy faun figura tartja; külsejét emberfejek és növényi motívumok díszítik. A (fölső) kúttálat tartó birkapásztorok között feltűnik a szarvast cipelő Pán, az erdők és források oltalmazója. A három pásztor fölött egy-egy birka-, Pán fölött szarvas fejéből folyik a víz. A tál alján kisfiúk pisilnek; közöttük egy-egy emberfejből folyik a víz. A tálban álló dudás kezéből ugyancsak vízsugarak ívelnek föl. A medencébe hulló víz bronzlemezeket hoz rezgésbe, és ezek kellemes, ritmusos hangja a kút zenéje. Ez a zene meglehetősen halk; jól csak közelről hallható.

## Fordítás
- Ez a szócikk részben vagy egészben  a   Zpívající fontána (Praha) című cseh Wikipédia-szócikk ezen változatának fordításán alapul.  Az eredeti cikk szerkesztőit annak laptörténete sorolja fel. Ez a jelzés csupán a megfogalmazás eredetét és a szerzői jogokat jelzi, nem szolgál a cikkben szereplő információk forrásmegjelöléseként.